# Saint-Théophile
Saint-Théophile es un municipio canadiense situado en la provincia de Quebec.

## Superficie
Saint-Théophile tiene una superficie de 427,78 km².

## Demografía
En 2021, tenía 702 habitantes, una densidad poblacional de 1,6 hab./km², y 354 viviendas.